# Puente Exe
El Old Exe Bridge es un puente de arco medieval en ruinas en Exeter, en el suroeste de Inglaterra. La construcción del puente comenzó en 1190 y se completó en 1214. Es el puente más antiguo de su tamaño que se conserva en Inglaterra y el puente más antiguo de Gran Bretaña con una capilla todavía en él. Reemplazó varios cruces rudimentarios que habían estado en uso esporádicamente desde la época romana. El proyecto fue idea de Nicholas y Walter Gervase, padre e hijo e influyentes comerciantes locales, que viajaron por el país para recaudar fondos. No sobreviven registros conocidos de los constructores del puente. El resultado fue un puente de al menos 590 pies (180 metros) de largo, que probablemente tenía 17 o 18 arcos, que llevaba la carretera en diagonal desde la puerta oeste de la muralla de la ciudad a través del río Exe y su amplia llanura de inundación pantanosa.
La iglesia de St Edmund, la capilla del puente, se construyó en el puente en el momento de su construcción, y la iglesia de St Thomas se construyó en la orilla del río aproximadamente al mismo tiempo. El Puente Exe es inusual entre los puentes medievales británicos por haber tenido edificios seculares, así como la capilla. Las tiendas con entramado de madera, con casas arriba, estuvieron en su lugar desde al menos principios del siglo XIV, y más tarde en la vida del puente, todos menos la sección más central tenían edificios. Cuando el río se llenó de sedimentos, se recuperó la tierra, lo que permitió construir un muro desde el costado de St Edmund's que protegía una hilera de casas y tiendas que se conoció como Frog Street. Walter Gervase también encargó una capilla de la capilla, construida frente a la iglesia, que entró en uso después de 1257 y continuó hasta la reforma a mediados del siglo XVI.
El puente medieval se derrumbó y tuvo que ser parcialmente reconstruido varias veces a lo largo de su vida; la primera reconstrucción registrada fue en 1286. En 1447, el puente estaba muy deteriorado y el alcalde de Exeter pidió fondos para repararlo. En el siglo XVI nuevamente necesitaba reparaciones. No obstante, el puente estuvo en uso durante casi 600 años, hasta que se construyó un reemplazo en 1778 y se demolieron los arcos que cruzaban el río. Ese puente fue reemplazado en 1905 y nuevamente en 1969 por un par de puentes. Durante la construcción de los puentes gemelos, se descubrieron y restauraron ocho arcos y medio del puente medieval, algunos de los cuales habían estado enterrados durante casi 200 años, y el área circundante se convirtió en un parque público. Varios arcos más están enterrados bajo edificios modernos. Los restos del puente son un monumento programado y edificio catalogado de grado II.

## Historia

### Construcción

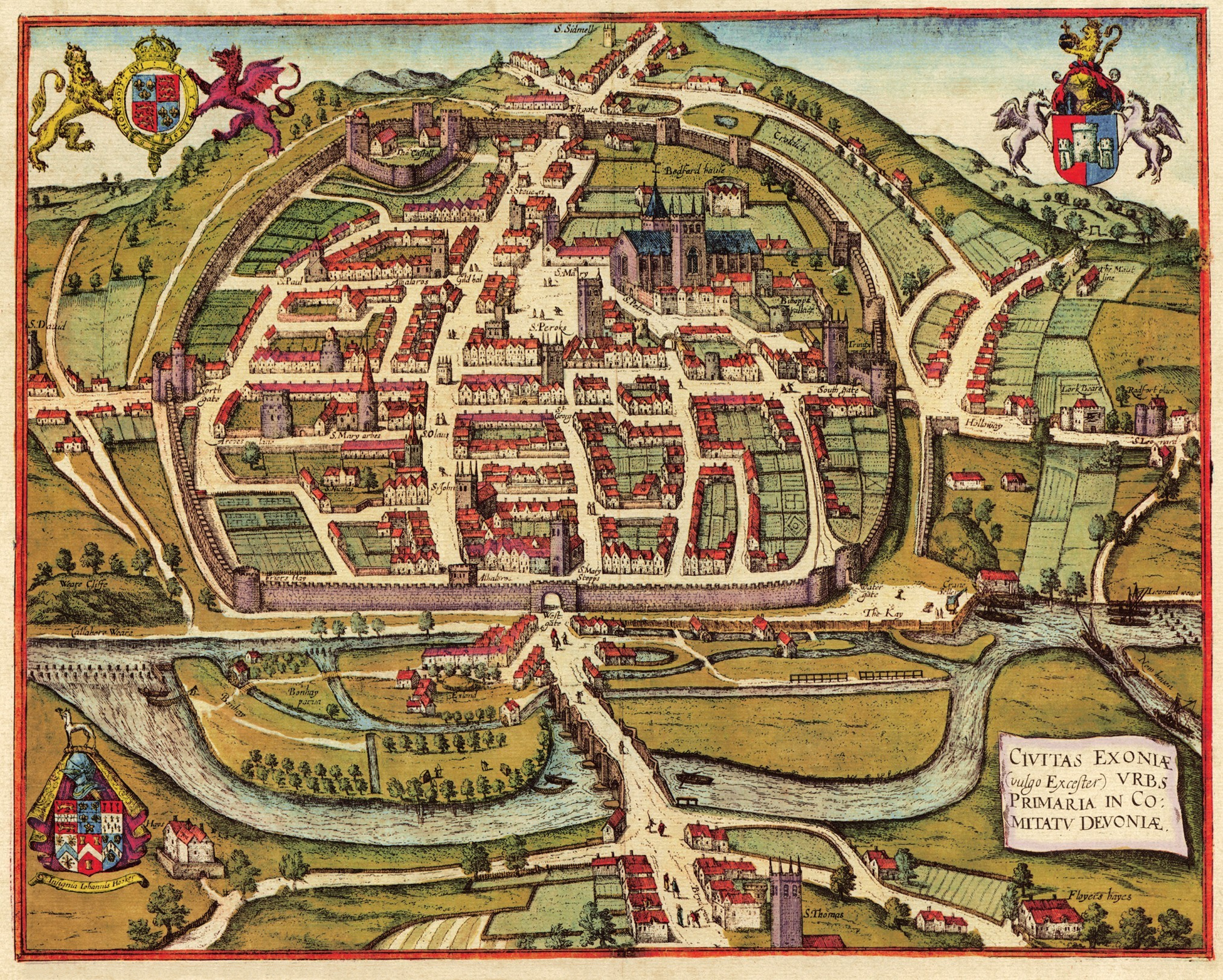
Mapa de 1563 de Exeter que muestra el puente Exe hacia el fondo

Un puente de piedra fue promovido por Nicholas y Walter Gervase, padre e hijo y destacados residentes locales. Los Gervase eran comerciantes acomodados. Posteriormente, Walter fue elegido alcalde de Exeter varias veces y sus padres fueron enterrados en la capilla del puente Exe tras su muerte (cuyas fechas exactas se desconocen); murió en 1252. Se desconocen las fechas exactas de la construcción del puente, pero la construcción comenzó alrededor de 1190.  Los puentes de piedra a menudo tardaban dos décadas o más en completarse en la Edad Media, y el Puente Exe no se completó hasta alrededor de 1210  Walter viajó por el país solicitando donaciones. Según Hooker, los Gervas recaudaron 10.000 libras esterlinas a través de donaciones públicas para la construcción de un puente de piedra y la compra de un terreno que proporcionaría ingresos para el mantenimiento del puente.  No sobreviven registros de las personas responsables del diseño y construcción del puente. Hay un registro de un capellán de puente en 1196, que WG Hoskins , profesor de historia local inglesa, creía que significaba que el puente estaba al menos parcialmente construido para entonces. Ciertamente se completó en 1214, cuando existe un registro de la Iglesia de San Edmundo, que se construyó sobre el puente. 
El puente tenía al menos 590 pies (180 metros) de largo (algunos estudios han sugerido que era más largo, hasta 750 pies (230 metros) y posiblemente constaba de 17 o 18 arcos; algunos relatos sugieren que podría haber habido tan solo 12 arcos, aunque el número parece haber variado con el tiempo con las reparaciones. Cruzó el Exe en diagonal, comenzando cerca de la Puerta Oeste de las murallas de la ciudad, y continuó a través de las orillas pantanosas que eran propensas a inundaciones. Los cimientos se crearon con pilotes de madera, reforzada con hierro y plomo y clavada lo suficientemente fuerte como para formar una base sólida. En las aguas menos profundas más cercanas a las orillas, los escombros y la grava simplemente se arrojaron al lecho del río. Después de que se demoliera parte del puente en el siglo XVIII, se retiraron algunas de las pilas y se descubrió que eran de color negro azabache y extremadamente sólidas, habiendo estado bajo el agua durante unos 500 años. 

### Historia medieval
El tamaño de los pilares del puente y la recuperación de terrenos en el lado de Exeter redujeron el ancho del río a más de la mitad, lo que aumentaría significativamente la fuerza del agua que actúa sobre el puente y causaría daños significativos. Se sabe que el puente ha sido reparado varias veces a lo largo de su vida. Las primeras reparaciones son imposibles de fechar, aunque se tiene registro de un colapso parcial durante una tormenta en 1286, y nuevamente en 1384, cuando varias personas murieron. El puente fue reconstruido en ambas ocasiones. 
Las reparaciones posteriores se pueden fechar por la piedra utilizada: se hicieron con Heavitree breccia, una piedra local que no se extrajo hasta mediados del siglo XIV (aproximadamente 150 años después de la construcción del puente). En 1447, se registró que el puente estaba muy deteriorado: Richard Izacke, el chambelán de Exeter a mediados del siglo XVII, escribió que "estaba ahora en gran deterioro, la piedra del mismo estaba muy deteriorada y toda la madera de la parte superior se consumía y desgastaba".
Poco después de este informe, el alcalde, John Shillingford, pidió fondos para reconstruirlo. Se acercó a John Kemp, el arzobispo de York, a quien conocía y que era albacea de la herencia del recientemente fallecido Henry Beaufort, el famoso obispo rico de Winchester. Kemp prometió una contribución, pero el proceso se vio frustrado por la repentina muerte de Shillingford en 1458. En 1539, uno de los arcos centrales se derrumbó y se reparó con piedra del Priorato de San Nicolás, pero aún no hubo remodelación de toda la estructura.

## Arquitectura

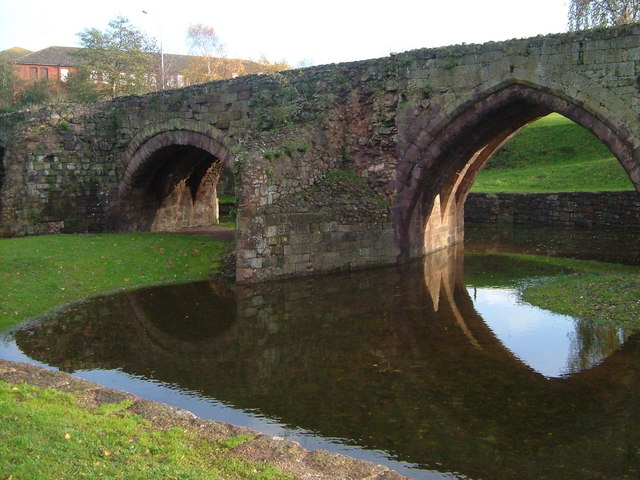
Dos arcos del puente, uno apuntado, otro redondeado; el puente fue construido con ambos tipos.

Aproximadamente la mitad de la longitud original del puente sobrevive sin enterrar: ocho arcos y medio en aproximadamente 285 pies (87 metros). Otros tres arcos y medio, que abarcan 82 pies (25 metros) permanecen enterrados. Los arcos visibles varían en lapso de 3,7 metros (12 pies) a 5,7 metros (19 pies). Dos de ellos forman la cripta de la capilla del puente , la iglesia de San Edmundo. Atravesaba el río en diagonal en dirección noroeste desde lo que ahora es el centro de la ciudad de Exeter hasta St Thomas (ahora un suburbio de Exeter pero originalmente fuera de la ciudad), terminando fuera de la iglesia de St Thomas , que se construyó aproximadamente al mismo tiempo. El puente tenía 16 pies (5 metros) de ancho en promedio. La calzada del puente tenía unos 4 metros (12 pies) de ancho entre los parapetos en su punto más alto, lo suficientemente ancho para que dos carros pasen uno al lado del otro, inusualmente ancho para un puente medieval. Los parapetos se han perdido pero se conservan algunos de los pavimentos medievales y otros posteriores. 
Los arcos sobrevivientes tienen hasta 20 pies (6 metros) de altura. Los pilares son redondeados en la dirección de aguas abajo, pero cuentan con tajamares (ladrillo aerodinámico destinado a reducir el impacto del agua en los pilares) que miran hacia arriba. Sobre los tajamares había originalmente nichos triangulares que formaban refugios para que los peatones permitieran el paso de los carros. Se utilizó piedra trampa local para las caras de los arcos, detrás de los cuales hay grava y escombros contenidos dentro de una caja de estacas de madera que se clavaron en el suelo y el lecho del río. Otras piedras encontradas incluyen arenisca y piedra caliza de East Devon y brechas de Heavitree para reparaciones posteriores. Dendrocronología (datación de anillos de árboles) ha establecido que la más antigua de estas estacas provino de árboles talados entre 1190 y 1210.  
Los arcos son una mezcla de semicírculos de estilo normando y de estilo gótico apuntado . Todos están sostenidos por bóvedas de crucería . Los arcos ojivales se pusieron de moda casi al mismo tiempo que se iniciaron las obras del puente y se sugirió que la variación se debió a reparaciones, pero los estudios arqueológicos del siglo XX demostraron que el puente se construyó con ambos tipos de arco. 
Los arcos apuntados tienen cinco nervaduras, cada una de aproximadamente 1 pie y 6 pulgadas (46 centímetros) de ancho y separadas entre 3 pies (91 centímetros) y 3 pies y 6 pulgadas (107 centímetros); los arcos redondeados tienen tres costillas, que van desde 3 pies (91 centímetros) a 3 pies 6 pulgadas (107 centímetros) de ancho y 2 pies 6 pulgadas (76 centímetros) a 3 pies (91 centímetros) de separación.

## Edificios seculares

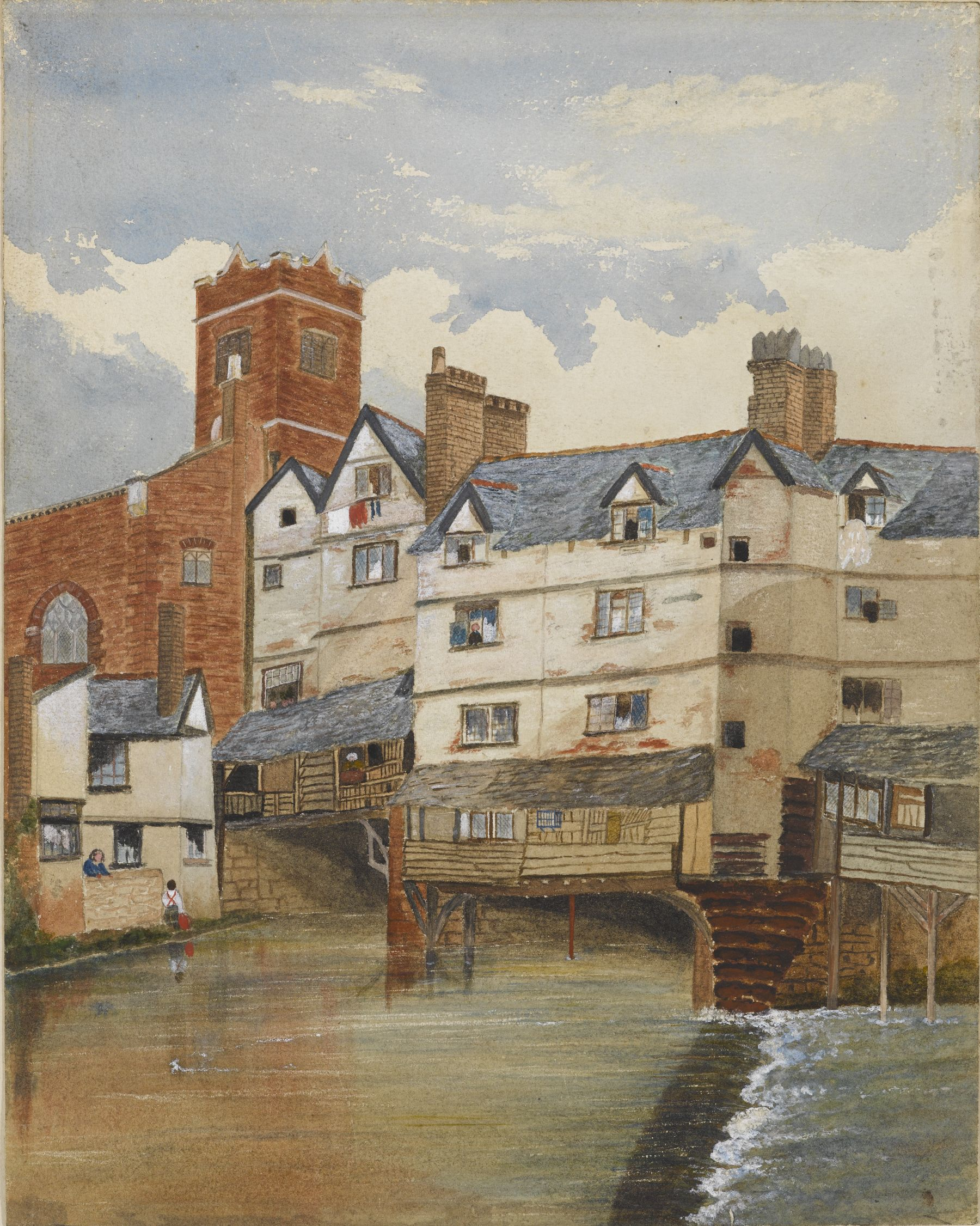
La iglesia de San Edmundo (1840-1890).

Las capillas de los puentes eran comunes en los puentes medievales, pero los edificios seculares no. Alrededor de 135 puentes de piedra importantes se construyeron en Gran Bretaña en la época medieval. La mayoría, aunque no todos, tenían algún tipo de capilla del puente, ya sea en el puente mismo o en el acceso, pero solo 12 están documentados con edificios seculares en el puente, de los cuales el único ejemplo sobreviviente con edificios intactos es High Bridge en Lincoln. El puente Exe tenía casas con entramado de madera desde el principio de su vida: el registro más antiguo es de dos tiendas, con casas arriba, de  1319. En el apogeo del desarrollo, todos menos los seis arcos en el medio del río sostenían edificios . Se construyeron con sus muros frontales apoyados sobre los parapetos del puente y el resto del edificio apoyado sobre postes de madera en el cauce del río, hasta que fueron demolidos en 1881.
A finales del siglo XIII, se habían acumulado depósitos de limo en el lado del puente de Exeter, lo que permitió recuperar la tierra para dos edificios que daban al río y daban a lo que se convirtió en Frog Street. La evidencia arqueológica sugiere que uno de los dos era posiblemente una curtiduría . Las casas fueron demolidas en la época posmedieval pero los cimientos sobrevivieron. Se construyeron varios edificios junto al puente en el lado de Exeter, protegidos del río por un muro que se extendía desde el lado oeste de la iglesia.

### Citas
1. 1 2  Brierley, pp. 137–138
2. ↑  Brierley, pp. 135–136.
3. ↑  Henderson & Jervoise, p. 63.
4. ↑  Harrison, p. 181
5. ↑  Historic England. "The medieval Exe Bridge, St Edmund's Church, and medieval tenement remains, lying between the River Exe and Frog Street (1020671)". National Heritage List for England. Retrieved 2 January 2018.